# Bobby Phills
Bobby Ray Phills II (Baton Rouge, Luisiana, 20 de diciembre de 1969-Charlotte, Carolina del Norte, 12 de enero de 2000) fue un jugador de baloncesto estadounidense que disputó 9 temporadas en la NBA y tuvo una breve experiencia en la ACB. Con 1,96 metros de altura jugaba en la posición de escolta.

## Carrera
Procedente de la Southern University, fue seleccionado por los Milwaukee Bucks en el Draft de la NBA de 1991 (45 de la general), donde no llegó a jugar partido alguno. Luego firmó por los Sioux Falls Skyforce de la Asociación de Baloncesto Continental, equipo en el cual promedió 23,1 puntos por partidos, luego de lo cual regreso a la NBA para unirse a los Cavaliers a finales de la temporada 1991-92. 
Tras seis temporadas en Cleveland, el 19 de agosto de 1997 firma como agente libre con Charlotte Hornets.
Durante su tercer año en Charlotte, sufría un accidente en el que perdía la vida. En sus nueve años de carrera promedió 11 puntos, 3,1 rebotes y 2,7 asistencias por juego.

## Vida personal
Phills fue miembro de la fraternidad Alpha Phi Alpha, la primera fraternidad con letras griegas establecida para Afroamericanos.
Aspiraba a ser veterinario luego de que su carrera en el baloncesto terminase.
Tres días antes de su muerte, Phills fue entrevistado en el programa The Jim Rome Show.

### Fallecimiento
El 12 de enero del 2000, durante la temporada 1999-2000 de la NBA, su vida llegó a un trágico final a la edad de 30 años cuando falleció en un accidente automovilístico en la ciudad de Charlotte. Phills estaba viajando con su compañero de equipo David Wesley, quien conducía a más de 160 kilómetros por hora cuando su coche volcó invadiendo el carril contrario. El atestado policial señaló que estuvo conduciendo «de manera errática, atormentado, con poco cuidado, en una maniobra negligente y/o agresiva, donde al parecer estaban involucrados en una competición de velocidad». Phills dejó viuda a su esposa, Kendall, y 2 niños. Wesley fue posteriormente declarado culpable de conducción imprudente después de ser absuelto de un cargo de carrera ilegal.
Los Hornets retiraron la camiseta con el número 13 el 9 de febrero del año 2000 en su memoria.

## Estadísticas de su carrera en la NBA

### Temporada regular
| Año     | Equipo    | PJ  | PT  | MPP  | %TC  | %3P  | %TL  | RPP | APP | ROB | TPP | PPP  |
| ------- | --------- | --- | --- | ---- | ---- | ---- | ---- | --- | --- | --- | --- | ---- |
| 1991-92 | Cleveland | 10  | 0   | 6.5  | .429 | .000 | .636 | .8  | .4  | .3  | .1  | 3.1  |
| 1992-93 | Cleveland | 31  | 0   | 4.5  | .463 | .400 | .600 | .5  | .3  | .3  | .1  | 3.0  |
| 1993-94 | Cleveland | 72  | 53  | 21.3 | .471 | .083 | .720 | 2.9 | 1.8 | .9  | .2  | 8.3  |
| 1994-95 | Cleveland | 80  | 79  | 31.3 | .414 | .345 | .779 | 3.3 | 2.3 | 1.4 | .3  | 11.0 |
| 1995-96 | Cleveland | 72  | 69  | 35.1 | .467 | .441 | .775 | 3.6 | 3.8 | 1.4 | .4  | 14.6 |
| 1996-97 | Cleveland | 69  | 65  | 34.4 | .428 | .394 | .718 | 3.6 | 3.4 | 1.6 | .3  | 12.6 |
| 1997-98 | Charlotte | 62  | 61  | 30.4 | .446 | .386 | .757 | 3.5 | 3.0 | 1.3 | .3  | 10.4 |
| 1998-99 | Charlotte | 43  | 43  | 36.6 | .433 | .395 | .685 | 4.0 | 3.5 | 1.4 | .6  | 14.3 |
| 1999-00 | Charlotte | 28  | 9   | 29.5 | .454 | .330 | .723 | 2.5 | 2.8 | 1.5 | .3  | 13.6 |
| Total   | Total     | 467 | 379 | 28.7 | .443 | .390 | .738 | 3.1 | 2.7 | 1.3 | .3  | 11.0 |

### Playoffs
| Año   | Equipo    | PJ | PT | MPP  | %TC  | %3P   | %TL   | RPP | APP | ROB | TPP | PPP  |
| ----- | --------- | -- | -- | ---- | ---- | ----- | ----- | --- | --- | --- | --- | ---- |
| 1992  | Cleveland | 5  | 0  | 2.4  | .444 | .000  | .750  | 1.2 | 1.0 | .2  | .0  | 2.2  |
| 1993  | Cleveland | 2  | 0  | 4.5  | .333 | —     | 1.000 | .0  | .0  | .0  | .0  | 2.0  |
| 1994  | Cleveland | 3  | 2  | 22.7 | .375 | 1.000 | .500  | 4.7 | 2.3 | .7  | .0  | 6.7  |
| 1995  | Cleveland | 4  | 4  | 36.5 | .442 | .571  | .750  | 3.0 | 1.5 | 2.3 | .0  | 14.3 |
| 1996  | Cleveland | 3  | 3  | 32.0 | .371 | .200  | .250  | 4.7 | 2.0 | .7  | .3  | 9.7  |
| 1998  | Charlotte | 9  | 9  | 29.9 | .391 | .294  | .250  | 2.6 | 2.7 | 1.1 | .2  | 6.3  |
| Total | Total     | 26 | 18 | 23.1 | .399 | .333  | .600  | 2.7 | 1.8 | .9  | .1  | 6.8  |